# Nyheter Idag
Nyheter Idag („Neuigkeiten heute“) ist ein rechtsextremes schwedisches Onlinemagazin. Es wurde 2014 von Chang Frick und Jakob Bergman gegründet.

## Inhalte, Ausrichtung und Einordnung
Die Herausgeber behaupten von sich, „libertäre Grundsätze“ zu vertreten. Jedoch werden vor allem Beiträge publiziert, die Ausländer, Asylbewerber und Einwanderer sowie die politische Konkurrenz der Partei Schwedendemokraten (SD) negativ darstellen. Die Redaktion hat in einem geleakten E-Mail-Austausch mit den Schwedendemokraten versichert, der Partei „positiv“ gegenüberzustehen und nichts zu veröffentlichen, was für die Partei nachteilig sein könnte.
Expo ordnet Nyheter Idag den „rechtspopulistischen und rechtsextremen Alternativmedien“ zu. Laut Schwedens größter Nachrichtenagentur Tidningarnas Telegrambyrå handelt es sich bei Nyheter Idag um eine fremdenfeindliche Website.